# Tráfico inverso de medicamentos

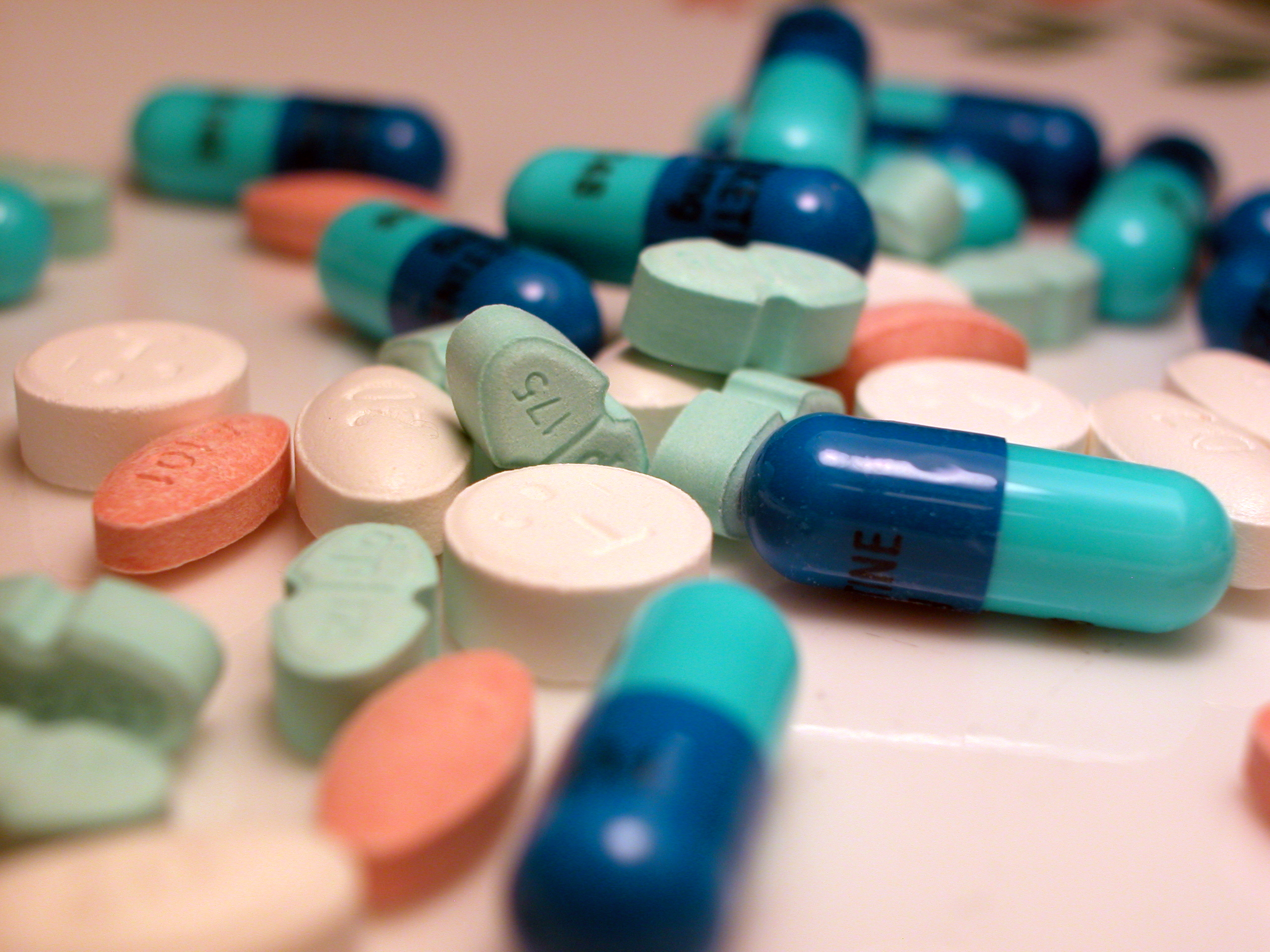
Diversos tipos de medicamentos.

El tráfico inverso de medicamentos es una actividad ilícita en la  comercialización de fármacos.

## Definiciones
La distribución o comercio paralelo comercialización paralela es una actividad permitida, y consiste en la libre circulación intracomunitaria de medicamentos entre países de la Unión Europea realizada por la industria farmacéutica y almacenes mayoristas autorizados. Aunque sería deseable que la industria farmacéutica tuviese una única política de precios a escala europea con una convergencia en los precios como objetivo último.Mercado Único. La normativa que regula la comercialización intracomunitaria en España únicamente exige cumplir unos requisitos básicos y la notificación previa de cada envío para aquellos medicamentos identificados como críticos con el fin de proteger la Salud Pública.
El tráfico, comercio o distribución inversa de medicamentos "consiste en que los almacenes mayoristas obtienen los medicamentos de las oficinas de farmacia, en lugar de obtenerlos de otros almacenes o de laboratorios farmacéuticos conforme a la legislación vigente, invirtiendo de esta forma el circuito legal de suministro, ya que las oficinas de farmacia no los dispensan al público". La justificación de su origen es la diferencia de precios entre países europeos; España, Grecia, Italia, Portugal y Reino Unido son países europeos donde los precios de los medicamentos son  los más bajos, frente a Alemania, Dinamarca y Suecia donde sus precios son mayores.

## Consecuencias
El tráfico inverso de medicamentos pone en riesgo la salud pública ya que la circulación del medicamento a través de esta vía:
- No cumple la normativa sanitaria, por ser un canal ilegal de distribución de fármacos.
- Pérdida de la garantía de calidad de esos medicamentos, por impedir su trazabilidad.
- Falta de control en la conservación adecuada durante el almacenamiento y transporte.
- Desabastecimiento de medicamentos en el país de origen, por su suministro discontinuo o irregular.
- Desvío al mercado clandestino.
- Posibles beneficios económicos ilícitos.

## Actuaciones
Existe una estrategia nacional entre agencia española de medicamentos y productos sanitarios e Inspecciones de Servicios Sanitarios de las Consejerías de Sanidad de las comunidades autónomas que gira en torno a las siguientes actuaciones:
- Incrementar la actividad de la Inspección de Servicios Sanitarios
- Desmantelar las redes de distribución ilegal de medicamentos, tanto oficinas de farmacia como almacenes
- Colaborar e intercambiar información entre instituciones oficiales, especialmente entre las agencias de medicamentos de los países de la Unión Europea.